# 埃洛伊阿爾法羅縣
1°15′N 79°0′W / 1.250°N 79.000°W
埃洛伊阿爾法羅縣（西班牙語：Cantón Eloy Alfaro），是厄瓜多爾的縣份，位於該國西北部，由埃斯梅拉達斯省負責管轄，面積4,302平方公里，2010年人口30,739，人口密度每平方公里9.24人。